# GuaraníSat-1
GuaraníSat-1 es un nanosatélite paraguayo y el primer satélite de Paraguay. El desarrollo del satélite es parte de un proyecto de la Agencia Espacial del Paraguay, forma parte de las iniciativas del plan «Paraguay al Espacio», que tiene como objetivo principal la inclusión del país en un programa internacional de formación de capacidades. Es el cuarto proyecto multinacional Joint Global Multination Birds Satellite (Birds-4), iniciado por el Instituto de tecnología de Kyushu de Japón.

## Lanzamiento y misión
GuaraníSat-1 fue diseñado, desarrollado, probado e integrado por profesionales paraguayos de la AEP, vinculados a la UNA y otras universidades, en el marco de la cuarta edición del Proyecto BIRDS, que consiste en una serie de proyectos satelitales que inician en octubre de cada año en el Instituto Tecnológico de Kyushu de Japón. Fue lanzado desde la Estación Espacial Internacional (ISS) el 14 de marzo de 2021 a través del Cygnus NG-15 de Northrop Grumman. 
El SS Katherine Johnson Cygnus que transportaba carga, incluido el GuaraníSat-1, fue lanzado al espacio a través del cohete Antares el 20 de febrero del 2021 desde la plataforma 0A del puerto espacial regional del Atlántico medio en Virginia, Estados Unidos. La nave espacial Cygnus se reunió con la ISS dos días después, atracando en el módulo Unity de la estación espacial.
La misión del satélite consiste en monitorear la prevalencia de la enfermedad de Chagas en la región del Chaco en el Paraguay. El satélite será operado desde estaciones terrestres en la Universidad Nacional de Asunción y el área del Chaco.